# Riley Keough
Danielle Riley Keough (/ˈkiːoʊ/ KEE-oh, sinh ngày 29 tháng 5 năm 1989 tại Los Angeles, California) là một nữ diễn viên người Mỹ.

## Thời thơ ấu
Riley Keough sinh ngày 29 tháng 5 năm 1989, tại Los Angeles, California, Hoa Kỳ. Cha mẹ của cô là Lisa Marie Presley, con gái của ca sĩ kiêm diễn viên nổi tiếng Elvis Presley và Daniel Keough, một nhạc sĩ. Cô có một người em trai tên là Benjamin Storm Keough, người đã chết vì tự tử vào tháng 7 năm 2020, và hai em gái cùng mẹ khác cha.
Tổ tiên của cha cô, Daniel Keough, là người Ireland và chủ yếu là người Do Thái Sephardi (người Do Thái-Bồ Đào Nha) và người Do Thái Ashkenazi (người Do Thái Đông Âu), trong khi ông ngoại của cô, Elvis Presley, có nguồn gốc từ người Creek, Cherokee, Scotland, Ireland và Norman. Bà ngoại của cô, Priscilla Presley, có nguồn gốc từ Na Uy.
Vào lúc 5 tuổi, cha mẹ cô ly hôn và mẹ cô kết hôn với Michael Jackson từ năm 1994 đến năm 1996. Năm 2002, mẹ cô kết hôn với nam diễn viên Nicolas Cage và cuộc hôn nhân này cũng ngắn ngủi và nó kết thúc hai năm sau khi cả mẹ cô và Nicolas Cage ly hôn. Trong một thời gian ngắn, Keough học tại một trường công lập ở thung lũng San Fernando nhưng cuối cùng phải học tại nhà do cô phải thường xuyên chuyển nhà cùng với cha mẹ.

## Sự nghiệp

### 2010-2015: Bắt đầu sự nghiệp điện ảnh
Năm 2010, ở tuổi 20, Keough thực hiện bộ phim đầu tiên của mình, Thiếu nữ nổi loạn, dựa trên ban nhạc rock toàn nữ cùng tên của thập niên 1970. Cô đóng vai Marie Currie, em gái của Cherie Currie, ca sĩ chính của ban nhạc, do Dakota Fanning diễn. Phim cũng có sự tham gia của Kristen Stewart và Tatum O'Neal và được công chiếu lần đầu vào năm 2010 tại Liên hoan phim Sundance với nhiều đánh giá tích cực.

## Danh sách phim

### Phim
| Năm  | Tên phim                    | Vai diễn            | Ghi chú                                   |
| ---- | --------------------------- | ------------------- | ----------------------------------------- |
| 2010 | Thiếu nữ nổi loạn           | Marie Currie        |                                           |
| 2011 | The Good Doctor             | Diane Nixon         |                                           |
| 2011 | Jack & Diane                | Jack                |                                           |
| 2012 | Magic Mike                  | Nora                |                                           |
| 2012 | Yellow                      | Young Amanda        |                                           |
| 2012 | Kiss of the Damned          | Anne                |                                           |
| 2015 | Max điên: Con đường tử thần | Capable             |                                           |
| 2015 | Dixieland                   | Rachel              |                                           |
| 2016 | Lovesong                    | Sarah               |                                           |
| 2016 | American Honey              | Krystal             |                                           |
| 2017 | The Discovery               | Lacey               |                                           |
| 2017 | We Don't Belong Here        | Elisa Green         |                                           |
| 2017 | It Comes at Night           | Kim                 |                                           |
| 2017 | Vụ trộm may rủi             | Mellie Logan        |                                           |
| 2018 | Welcome the Stranger        | Misty               | Nhà sản xuất                              |
| 2018 | The House That Jack Built   | Jacqueline "Simple" |                                           |
| 2018 | Under the Silver Lake       | Sarah               |                                           |
| 2018 | Hold the Dark               | Medora Sloane       |                                           |
| 2019 | The Lodge                   | Grace Marshall      |                                           |
| 2019 | Earthquake Bird             | Lily Bridges        |                                           |
| 2020 | Zola                        | Stefani             |                                           |
| 2020 | The Devil All the Time      | Sandy Henderson     |                                           |
| 2021 | The Guilty                  | Emily Lighton       | Vai lồng tiếng                            |
| 2022 | War Pony                    | N/A                 | Đồng đạo diễn, đồng biên kịch và sản xuất |

### Phim truyền hình
| Năm  | Tên phim                  | Vai diễn        | Ghi chú                                    |
| ---- | ------------------------- | --------------- | ------------------------------------------ |
| 2016 | The Girlfriend Experience | Christine Reade | Vai dẫn đầu (chương 1)                     |
| 2018 | Riverdale                 | Laurie Lake     | Tập: "Chapter Forty-Two: The Man in Black" |
| 2018 | Paterno                   | Sara Ganim      | Phim truyền hình                           |
| 2021 | Calls                     | Rose            | Vai lồng tiếng, tập: "The Beginning"       |
| 2022 | The Terminal List         | Lauren Reece    | Vai chính                                  |
| 2023 | Daisy Jones & The Six     | Daisy Jones     | Vai dẫn đầu                                |

### Video âm nhạc
| Năm  | Tên bài hát       | Ca sĩ             | Vai diễn |
| ---- | ----------------- | ----------------- | -------- |
| 2013 | "TKO"             | Justin Timberlake | Bạn gái  |
| 2022 | "Hexie Mountains" | Orville Peck      |          |

## Đời tư
Vào tháng 2 năm 2015, Keough kết hôn với diễn viên đóng thế người Úc Ben Smith-Petersen ở Napa, California, sau khi tuyên bố đính hôn vào năm trước. Họ gặp nhau khi quay phim Max điên: Con đường tử thần.
Em trai của cô, Benjamin Storm Keough (sinh ngày 21 tháng 10 năm 1992), chết vì tự sát bằng súng vào ngày 12 tháng 7 năm 2020. Vào ngày 12 tháng 1 năm 2023, mẹ của cô, bà Lisa Marie Presley, qua đời vì ngừng tim ở tuổi 54. Trong lễ tưởng niệm, chồng cô được đọc thay cho cô và tiết lộ rằng họ có một bé gái.